# Sagiz (řeka)
Sagiz (rusky Сагиз) je řeka v Aktobské a Atyrauské oblasti v Kazachstánu. Je 511 km dlouhá. Povodí má rozlohu 19 400 km².

## Průběh toku
Pramení na Poduralské planině a ztrácí se ve slaniscích Kaspické nížiny.

## Vodní stav
Zdroj vody je převážně sněhový. Na horním a dolním toku v létě vysychá a rozpadá se na jezírka s mírně slanou vodou.Průměrný průtok vody 31 km od ústí je 2 m³/s. Zamrzá v listopadu a rozmrzá na konci března až v první polovině dubna.

## Využití
Voda se využívá na zavlažování.